# Polnoon Castle

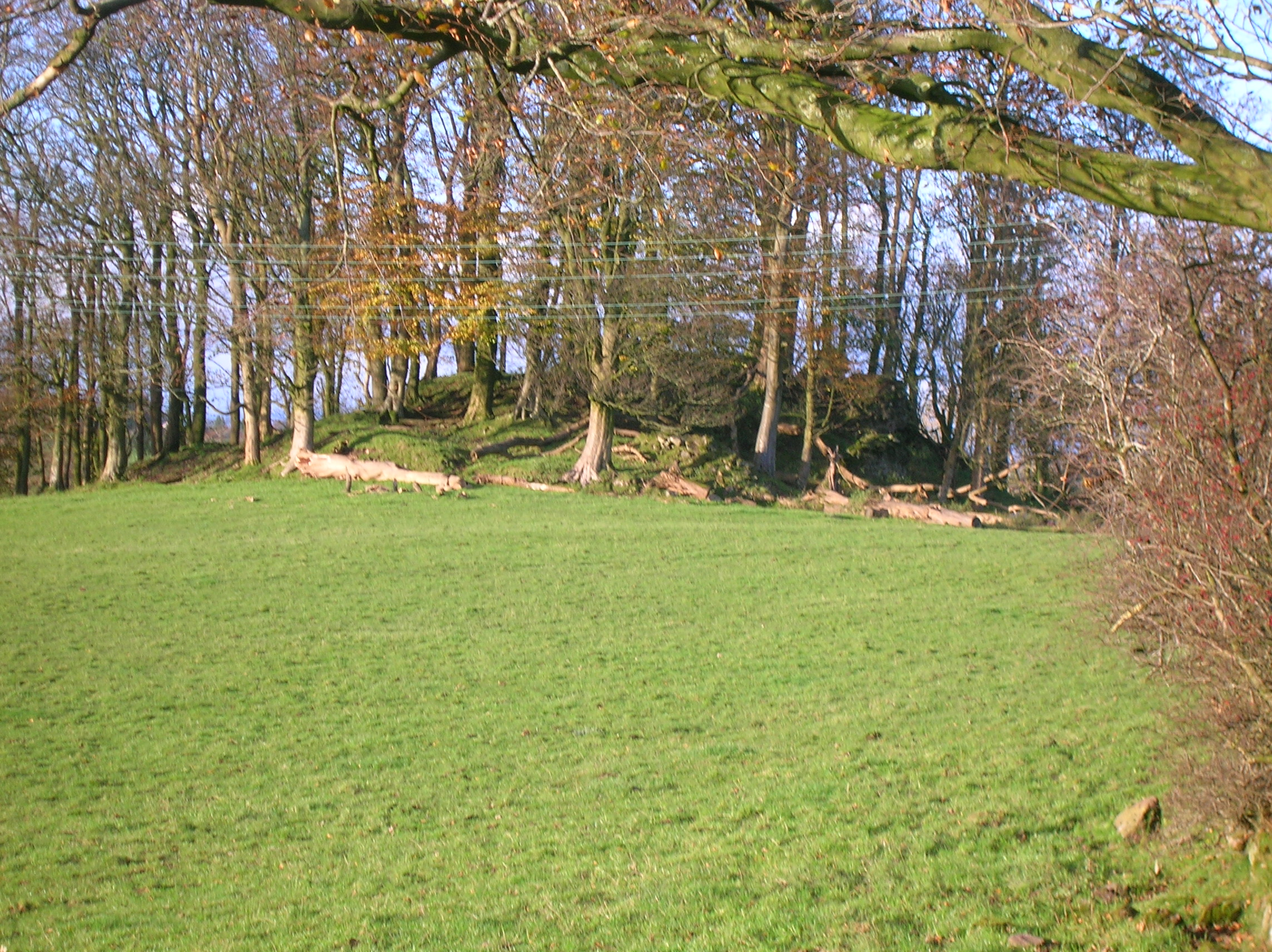
Polnoon Castle

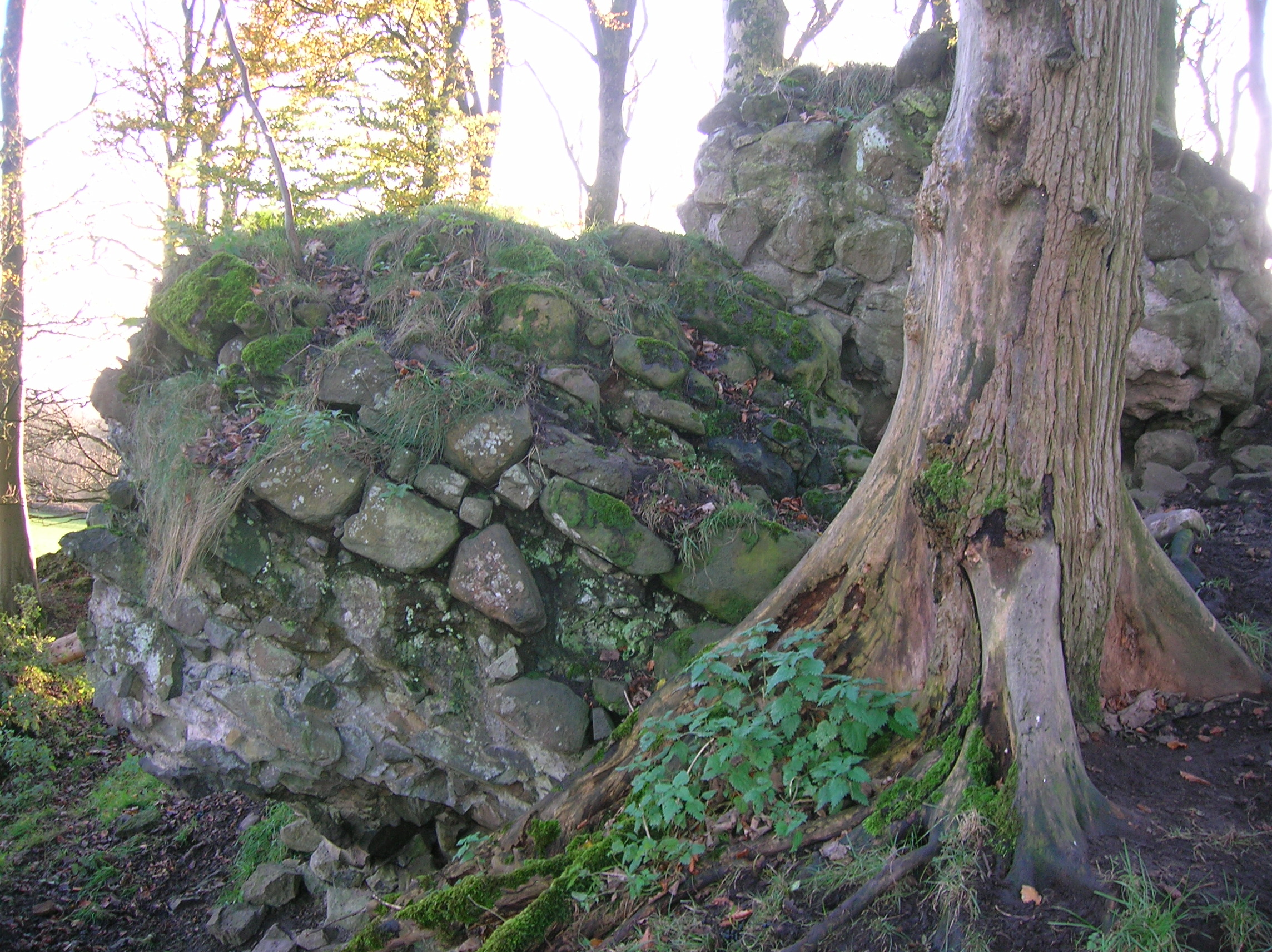
Mauerreste

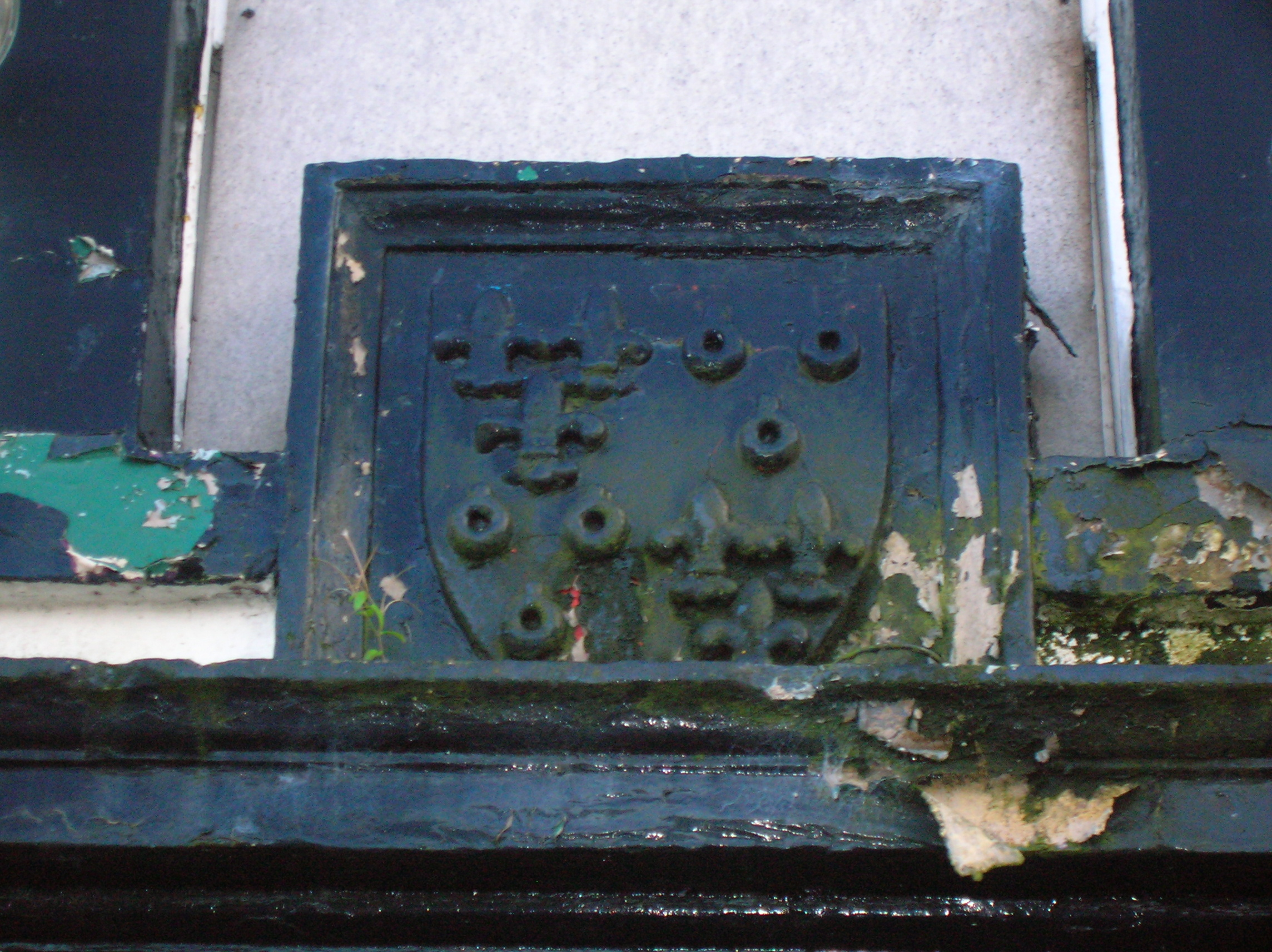
Wappenstein aus der Burg im Eingangsbereich des Cross Keys Inns

Polnoon Castle war eine Burg südwestlich des gleichnamigen Bauernhofs in der schottischen Council Area East Renfrewshire. Sie lag am Polnoon Water, einem Zufluss des White Cart Water, etwa zwei Kilometer südöstlich von Eaglesham. Seit 1992 ist die Ruine in den schottischen Denkmallisten als Scheduled Monument klassifiziert.

## Geschichte
Am Standort von Polnoon Castle befand sich einst eine Motte. Nach der Schlacht von Otterburn im Jahre 1388 ließ John Montgomery von seinem Lösegeldanteil aus der Gefangennahme Henry Percys Polnoon Castle errichten. Es wurde wahrscheinlich in der letzten Dekade des 14. Jahrhunderts fertiggestellt. Im Jahre 1617 wurde das Bauwerk renoviert, wurde jedoch bereits 1676 als Ruine beschrieben. Noch im 19. Jahrhundert war die Struktur der ehemaligen Burg erhalten. Heute ist das Mauerwerk großteils zerstört, erdbedeckt und von Bäumen bestanden. Ein Wappenstein, der einst oberhalb der Eingangspforte angebracht war, ziert bis heute den Eingang der Gaststätte Cross Keys Inn in Eaglesham.

## Beschreibung
Die Überreste von Polnoon Castle befinden sich nordwestlich des Polnoon-Bauernhofes am Ufer des Flusses Polnoon Water. Der mindestens vier Meter hohe Erdhügel der ehemaligen Motte liegt markant in der Landschaft. Der heute von Bäumen bestandene Hügel weist eine rechteckige Grundfläche mit Seitenlängen von 30 m und 22 m am Fuß auf, die sich nach oben auf 18 m × 10 m verjüngt. Zwischen diesen ist das erdbedeckte Mauerwerk von Polnoon Castle zu finden, das heute weitgehend zerstört ist. Am Fuß des Hügels sind Überreste einer 1,6 m mächtigen Umfriedungsmauer zu erkennen. Insbesondere im Nordwesten sind noch einzelne Mauerstücke vorhanden. Ein Turm abseits des Hügels wurde auf Grundgestein gebaut. Anhand der vorhandenen Überreste kann auf eine kleine, aber robuste Anlage geschlossen werden.